# Joseph Irving
Pour les articles homonymes, voir Irving.
Joseph Irving né le 2 mai 1830 à Dumfries et mort le 2 septembre 1891 à Paisley, est un journaliste, historien et annaliste écossais.

## Biographie
Né à Dumfries le  2 mai 1830, Joseph Irving est le fils d'Andrew Irving, un menuisier. Après avoir fait ses études à l'école paroissiale de Troqueer, il fait un apprentissage d'imprimeur dans les bureaux du Dumfries Standard. 
Irving exerce ensuite le métier de compositeur et de journaliste à Dumfries et à Sunderland. Il fait partie pendant un certain temps de l'équipe du Morning Chronicle à Londres, et en 1854, il devient rédacteur en chef du Dumbarton Herald. Pendant quelques années, il est libraire à Dumbarton et lance en 1867 le Dumbarton Journal, qui n'obtient pas de succès.
En 1860, Irving est devenu membre de la Society of Antiquaries of Scotland et, en 1864, membre honoraire de l'Archæological Society of Glasgow. Il se défait de son entreprise de Dumbarton en 1869, à la mort de sa femme, qui a participé avec lui à ses entreprises. Après avoir vécu quelques années à Renton, dans le Dumbartonshire, il s'installe à Paisley en 1880, où il écrit pour le Glasgow Herald et d'autres journaux.
Après quelques années de santé incertaine, Joseph Irving meurt à Paisley, le 2 septembre 1891.

### Vie privée
Joseph Irving épouse Jane Walker Bell (1829/30-1869) à Durham le 14 novembre 1852. Ils ont quatre enfants.

## Œuvres
Irving a écrit: 
- The Conflict at Glenfruin: its Causes and Consequences, being a Chapter of Dumbartonshire History, 1856.
- History of Dumbartonshire from the Earliest Period to the Present Time, 1857; 2nd edit. 1859.
- The Drowned Women of Wigtown: a Romance of the Covenant, 1862.
- The Annals of our Time from the Accession of Queen Victoria to the Opening of the present Parliament, 1869 (new edit. 1871), avec deux suppléments de février 1871 au 19 mars 1874, et du 20 mars 1874 à l'occupation de Chypre, publiés respectivement en 1875 et 1879 ; une autre continuation porte le dossier de 1879 jusqu'au jubilé de 1887 (Lond. 1889). J. Hamilton Fyfe entreprend un supplément ultérieur. Les Annales sont devenues un ouvrage de référence.
- The Book of Dumbartonshire: a History of the County, Burghs, Parishes, and Lands, Memoirs of Families, and Notices of Industries, 3 vols., 1879.
- The Book of Eminent Scotsmen, 1882.
- The West of Scotland in History, 1885.

Il publie également : Memoir of the Smolletts of Bonhill ; Mémoire des Dennistouns de Dennistoun, 1859 ; et Dumbarton Burgh Records, 1627–1746, 1860 ; et un article de fond sur "Origin and Progress of Burghs in Scotland", dans les Transactions de la Archæological Society of Glasgow.